# Талеква (Оклахома)
Талеква (Оклахома) (енгл. Tahlequah) град је у америчкој савезној држави Оклахома.

## Демографија
По попису из 2010. године број становника је 15.753, што је 1.295 (9,0%) становника више него 2000. године.
| Група             | 2000.         | 2010.         |
| Белци             | 8.238 (57,0%) | 7.842 (49,8%) |
| Афроамериканци    | 366 (2,5%)    | 384 (2,4%)    |
| Азијати           | 76 (0,5%)     | 205 (1,3%)    |
| Хиспаноамериканци | 1.049 (7,3%)  | 1.542 (9,8%)  |
| Укупно            | 14.458        | 15.753        |